# Publio Pomponio Segundo
Publio Calvisio Sabino Pomponio Segundo (en latín: Publius Calvisius Sabinus Pomponius Secundus) fue un distinguido estadista y poeta de Roma del siglo I, que vivió bajo los mandatos de los emperadores Tiberio, Calígula y Claudio.

## Origen y familia
Natural de Iguvium en Umbria su madre fue Vistilia, quien le proporcionó numerosos hermanos y hermanas, destacando Quinto Pomponio Segundo, consul suffectus en 41, bajo Claudio,  Milonia Cesonia, esposa de Calígula, y Gneo Domicio Corbulón, hermanastro de madre, consul suffectus en 41 y famoso general bajo Nerón.

## Carrera
Su amistad con Sejano y su hermano le hizo políticamente sospechoso, y sólo escapó a la muerte al mantenerse prácticamente prisionero en la casa de su hermano, hasta la subida al poder de Calígula. Durante su retiro forzado compuso tragedias, que fueron puestas en el escenario durante el reinado de Claudio. Bajo este emperador, en mayo de 44, fue designado consul suffectus y, más tarde, en 50-51 fue gobernador de la provincia Germania Superior, atacando a los catos durante su gobierno; falleció poco tiempo después de terminar este puesto.

## Obra
Quintiliano afirma que fue muy superior a cualquier escritor de tragedias que había conocido, y Tácito expresa una alta opinión de sus habilidades literarias. Sólo han perdurado unas pocas líneas de su trabajo, algunas de las cuales pertenecen a la tragedia de Eneas.